# Mariateresa Di Lascia
Mariateresa Di Lascia (Rocchetta Sant'Antonio, 3 gennaio 1954 – Roma, 10 settembre 1994) è stata una politica e scrittrice italiana.

## Biografia
Conseguita la maturità classica, si iscrisse all'Università di Napoli alla Scuola di Medicina e Chirurgia, con lo scopo di diventare missionaria laica.
Abbandonò gli studi tre anni dopo perché assorbita dall'impegno politico all'interno del Partito Radicale, a cui aderì nel 1975.
Nel 1982 fu eletta vicesegretario nazionale del partito, durante la segreteria di Marco Pannella, e deputata durante la IX legislatura.
Il 10 settembre 1994, all'età di 40 anni, morì a Roma per un tumore, pochi mesi dopo aver sposato Sergio D'Elia. La tomba di Mariateresa si trova a Fiuminata, paese dell'entroterra marchigiano da cui veniva la madre. Il suo romanzo, Passaggio in Ombra, edito postumo dalla Feltrinelli nel 1995, sarà vincitore del Premio Strega nello stesso anno.

### Attività politica
Nel 1982, anno della sua elezione a vicesegretario del partito, la sua attività politica si concentrò sulla battaglia contro lo sterminio per fame: coordinò la campagna "Sopravvivenza 82", con la mobilitazione di sindaci in Italia, Francia e Belgio a sostegno di leggi di intervento straordinario contro la fame nel Sud del mondo. La tematica fu affrontata insieme a quelle per i diritti civili, i diritti alla vita, economici, sociali (tra i quali si inserì la battaglia per la riforma delle pensioni).
Fu promotrice di battaglie ambientaliste, ad esempio contro il nucleare in Italia.
Convinta che l'aborto sia per la donna una scelta dolorosa, la Di Lascia ha sostenuto comunque all'inizio della sua attività politica la possibilità per ogni donna di scegliere liberamente.
Sostenitrice della medicina omeopatica hahnemanniana, ha elaborato una proposta di legge per il riconoscimento di questo metodo. Nel 1991 fondò l'Associazione Pazienti Omeopatici (APO), con sede a Napoli, tuttora attiva. Dal 1985 al 1986 è stata direttrice del giornale Notizie Radicali, per il quale ha scritto e pubblicato articoli di ecologia, di medicina, di giustizia, di attualità politica.
Aderì al Coordinamento Radicale Antiproibizionista e nel 1993 coordinò insieme ad Adriano Sofri la campagna "Un digiunatore al giorno" di solidarietà con le vittime della guerra nella ex Jugoslavia.
Nel 1990 fu tra coloro che proposero la difesa della legge Gozzini sulla riforma penitenziaria.
Nel giugno del 1993 partecipò alla Conferenza sui Diritti Umani a Vienna, in cui manifestò in favore della causa di liberazione del Tibet
Nel 1993 fondò e diresse insieme a Sergio D'Elia Nessuno tocchi Caino, lega per l'abolizione della pena di morte nel mondo. Del collegato giornale "Nessuno tocchi Caino" ha curato la redazione.
Condusse programmi su Radio Radicale e su Tele Roma 56, e scrisse articoli per Notizie Radicali.

### Attività letteraria
(Passaggio in Ombra)
- Compleanno (1992) fu il suo primo racconto pubblicato, la storia di una donna che scopre che morirà di lì a poco; scrive al marito, e, quasi confessandosi, riesamina la sua vita. Vinse un concorso organizzato da Agorà[14], scelto fra 233 testi. Nel 1995 fu poi pubblicato da "Stampa alternativa Millelire" in quanto vincitore del "premio Millelire".[15] Successivamente comparve sul "Corriere del Sud".[16]
- Veglia (1992)[17], un messaggio di condanna di qualsiasi tipo di violenza. È la storia di una madre senza nome, vedova, con due figli. Il minore si macchia dell'assassinio di un bambino di due anni. La domanda-chiave che la madre si pone è: «Madonna del dolore, posso pregarti per il mio figlio assassino?».[18]
- Passaggio in ombra (1995), romanzo, fu pubblicato nel gennaio 1995 da Feltrinelli e nello stesso anno vinse il Premio Strega.[19]
- Le relazioni sentimentali (1995), romanzo, fu iniziato nel 1994; una prima parte fu pubblicata su "Linea d'ombra".[20]
- Un vuoto dove passa ogni cosa. Interventi, articoli, lettere, racconti (a cura di Antonella Soldo), Edizioni dell'Asino, Roma, 2016.